# McLaren MP4-22
Der McLaren MP4-22 war der 35. Formel-1-Rennwagen von McLaren. Er bestritt alle 17 WM-Läufe der Formel-1-Weltmeisterschaft 2007. Vorgestellt wurde der Monoposto am 15. Januar in der Innenstadt von Valencia in Spanien. Zudem war es die erste Saison mit Vodafone als neuem Hauptsponsor.

## Technik und Entwicklung
Der MP4-22 wurde von Pat Fry entwickelt und war der Nachfolger des MP4-21. Der Rennwagen wurde von einem Mercedes V8-Motor (Mercedes-Benz FO 108T) mit 2,4 Liter Hubraum angetrieben. Die Bereifung stellte der japanische Hersteller Bridgestone, der zur Saison 2007 Einheitslieferant der Formel 1 geworden war.

## Lackierung und Sponsoring
Der MP4-22 war zum Großteil chromfarben lackiert. Darüber hinaus hatte der Monoposto rote Farbakzente, die auf den neuen Hauptsponsor Vodafone zurückzuführen waren. Weitere Sponsoren waren SAP, Mobil 1 und aigo.

## Fahrer
McLaren startete mit zwei neuen Fahrern in die Saison 2007. Mit dem zweimaligen und amtierenden Formel-1-Weltmeister Fernando Alonso aus Spanien wechselte die Startnummer eins von Renault F1 zu McLaren-Mercedes. Zweiter Pilot war der Formel-1-Neuling und amtierende GP2-Serie-Champion Lewis Hamilton aus Großbritannien.

## Saisonverlauf
Der Saisonstart verlief für McLaren gut. Im ersten Rennen in Australien fuhren beide Piloten auf die Positionen zwei und drei. Nur der Ferrari-Pilot Kimi Räikkönen war schneller. Bereits beim zweiten Rennen der Saison gelang es Alonso, mit dem MP4-22 einen Sieg einzufahren. Hamilton machte mit einem zweiten Platz daraus einen Doppelsieg. In den folgenden drei Rennen fuhr Lewis Hamilton drei weitere zweite Plätze ein und war nach dem fünften Saisonlauf punktgleich mit seinem Teamkollegen, der bereits einen zweiten Sieg zu verbuchen hatte.
Beim Großen Preis von Kanada fuhr Hamilton zu seinem ersten Sieg in der Formel 1. Bereits beim darauffolgenden Rennen in den USA wiederholte er diesen Erfolg. Alonso wurde in diesem Rennen Zweiter, hatte aber während des Rennens mit Gesten auf sich aufmerksam gemacht, da er hätte schneller fahren können.
In den zwei darauffolgenden Rennen siegte keiner der beiden Piloten. Hamilton wurde zweimal Dritter und Alonso wurde einmal Siebter und Zweiter.
Beim Großen Preis von Europa siegte Alonso das dritte Mal in dieser Saison. Da Hamilton lediglich Neunter wurde und zum ersten Mal in der Saison nicht auf das Podium fuhr, holte Alonso zehn Punkte in der Meisterschaftswertung auf.
Das zehnte Rennen der Saison in Ungarn sorgte bereits im Qualifying für Schlagzeilen. Im letzten Abschnitt des Qualifyings hielt Alonso seinen Teamkollegen trotz Freigabe in der Boxengasse solange auf, dass dieser nicht in der Lage war eine weitere schnelle Runde zu fahren. Alonso wurde daraufhin einige Stunden nach dem Qualifying mit einer Rückversetzung um 5 Startplätze bestraft. Hamilton startete somit von der Pole-Position. Er nutzte diese auch und fuhr sich seinen dritten Sieg ein.
In den drei folgenden Rennen fuhr Alonso immer aufs Podium, wovon er einmal siegte. Hamilton musste sich mit einem zweiten Platz sowie einem vierten und fünften Platz begnügen. Räikkönen holte indes in der Meisterschaft auf.
Im 15. Rennen der Saison fiel das erste Mal ein McLaren-Fahrer aus. Alonso verlor auf nasser Fahrbahn die Kontrolle über sein Fahrzeug und schlug in die Fahrbahnbegrenzung ein – Hamilton gewann das Rennen.
Beim folgenden Rennen in China war es Hamilton, der nicht die Zielflagge sah. Bei der Einfahrt in die Boxengasse fuhr er zu schnell und rutschte ins Kiesbett. Teamkollege Alonso wurde in diesem Rennen Zweiter hinter Räikkönen. Diese drei Fahrer waren es auch die beim letzten Rennen in Brasilien eine mathematische Chance auf die Meisterschaft hatten (Hamilton 107 Punkte, Alonso 103 Punkte, Räikkönen 100 Punkte).
Das Saisonfinale gewann Räikkönen vor seinem Teamkollegen Massa. Alonso wurde Dritter und Hamilton lediglich Siebter. Somit gewann Räikkönen die Meisterschaft mit einem Punkt Vorsprung auf die punktgleichen McLaren-Piloten.
Fernando Alonso wechselte nach der Saison zurück zu Renault.

## Spionageaffäre
Überschattet wurde die Saison 2007 von einer Spionageaffäre. McLaren war illegal an technische Informationen über den Rennwagen von Ferrari gelangt und musste eine Geldstrafe in Höhe von 100 Millionen US-Dollar zahlen. Zudem wurden dem Team alle Punkte in der Konstrukteursmeisterschaft aberkannt.

## Ergebnisse
| Fahrer                          | Nr.                             | 1 | 2 | 3 | 4 | 5 | 6 | 7 | 8 | 9 | 10 | 11 | 12 | 13 | 14 | 15  | 16  | 17 | Punkte | Rang |
| ------------------------------- | ------------------------------- | - | - | - | - | - | - | - | - | - | -- | -- | -- | -- | -- | --- | --- | -- | ------ | ---- |
| Formel-1-Weltmeisterschaft 2007 | Formel-1-Weltmeisterschaft 2007 |   |   |   |   |   |   |   |   |   |    |    |    |    |    |     |     |    | 203    | DQ   |
| F. Alonso                       | 01                              | 2 | 1 | 5 | 3 | 1 | 7 | 2 | 7 | 2 | 1  | 4  | 3  | 1  | 3  | DNF | 2   | 3  | 203    | DQ   |
| L. Hamilton                     | 02                              | 3 | 2 | 2 | 2 | 2 | 1 | 1 | 3 | 3 | 9  | 1  | 5  | 2  | 4  | 1   | DNF | 7  | 203    | DQ   |

| Legende  | Legende            | Legende                                                          |
| Farbe    | Abkürzung          | Bedeutung                                                        |
| -------- | ------------------ | ---------------------------------------------------------------- |
| Gold     | –                  | Sieg                                                             |
| Silber   | –                  | 2. Platz                                                         |
| Bronze   | –                  | 3. Platz                                                         |
| Grün     | –                  | Platzierung in den Punkten                                       |
| Blau     | –                  | Klassifiziert außerhalb der Punkteränge                          |
| Violett  | DNF                | Rennen nicht beendet (did not finish)                            |
| Violett  | NC                 | nicht klassifiziert (not classified)                             |
| Rot      | DNQ                | nicht qualifiziert (did not qualify)                             |
| Rot      | DNPQ               | in Vorqualifikation gescheitert (did not pre-qualify)            |
| Schwarz  | DSQ                | disqualifiziert (disqualified)                                   |
| Weiß     | DNS                | nicht am Start (did not start)                                   |
| Weiß     | WD                 | zurückgezogen (withdrawn)                                        |
| Hellblau | PO                 | nur am Training teilgenommen (practiced only)                    |
| Hellblau | TD                 | Freitags-Testfahrer (test driver)                                |
| ohne     | DNP                | nicht am Training teilgenommen (did not practice)                |
| ohne     | INJ                | verletzt oder krank (injured)                                    |
| ohne     | EX                 | ausgeschlossen (excluded)                                        |
| ohne     | DNA                | nicht erschienen (did not arrive)                                |
| ohne     | C                  | Rennen abgesagt (cancelled)                                      |
| ohne     | keine WM-Teilnahme |                                                                  |
| sonstige | P/fett             | Pole-Position                                                    |
| sonstige | 1/2/3/4/5/6/7/8    | Punktplatzierung im Sprint-/Qualifikationsrennen                 |
| sonstige | SR/kursiv          | Schnellste Rennrunde                                             |
| sonstige | *                  | nicht im Ziel, aufgrund der zurückgelegten Distanz aber gewertet |
| sonstige | ()                 | Streichresultate                                                 |
| sonstige | unterstrichen      | Führender in der Gesamtwertung                                   |